# Seznam francoskih kemikov
Seznam francoskih kemikov.

## A
- Anatole Andrejew (1914–2013) (biokemik ruskega rodu)

## B
- Antoine Jérôme Balard
- Pierre Barchewitz (1910 –  1984)
- Antoine Baumé
- Joseph Achille Le Bel
- Marcel Benoist (švic. porekla?)
- Marcellin Berthelot
- Claude Louis Berthollet
- Paul-Émile Lecoq de Boisbaudran
- Jean-Baptiste Boussingault
- Henri Braconnot
- Charles Julien Brianchon (1783 – 1864)
- Alexandre Brongniart

## C
- Louis Claude Cadet de Gassicourt
- Hilaire de Chardonnet
- Emmanuelle Charpentier  2020
- Joseph Bienaimé Caventou
- Michel-Eugène Chevreul
- Pierre Curie (1859 – 1906)   1903
- Marie Skłodowska-Curie (1867 – 1934)

## D
- Henri Sainte-Claire Deville
- Pierre Louis Dulong
- Jean-Baptiste Dumas

## E
- Thomas Ebbesen

## F
- Charles Flandin
- Jean Fréchet (1944 –)
- René Freymann (1909 – 1995)
- Charles Friedel

## G
- Joseph Louis Gay-Lussac
- Étienne François Geoffroy (1672–1731)
- Pierre Grabar (1898–1986)
- Victor Grignard (1871–1935)  1912
- Jean-Baptiste Guimet

## H
- Jean Henri Hassenfratz

## J
- Louis de Jaucourt
- Irène Joliot-Curie

## K
- Emil Kopp

## L
- Auguste Laurent

- Joseph Jean Pierre Laurent (1823 – 1900)
- Antoine Lavoisier (1743 – 1794)
- Nicolas Leblanc
- Henri-Louis Le Chatelier (1850 – 1916)
- Jean-Marie Lehn (1939 –)  1987

## M
- Henri Moissan (1852 – 1907)

## P
- Louis Pasteur
- Joseph Proust

## R
- Jean Rey (1583 – 1645)
- François-Marie Raoult (1830 – 1901)
- François-Vincent Raspail (1794 – 1878)
- Henri Victor Regnault (1810 – 1878)
- Guillaume-François Rouelle (1703 – 1770)
- Hilaire Rouelle (1718 – 1779)

## S
- Paul Sabatier (1854 – 1941)  1912
- Josiane Serre
- Marie Skłodowska-Curie (1867 – 1934)  1911
- Eugène Soubeiran

## T
- Louis Jacques Thénard
- Hervé This
- Marc Tiffeneau

## U
- Georges Urbain

## V
- Louis Nicolas Vauquelin
- Alexandre-Théophile Vandermonde (1735 – 1796)

## W
- Charles Adolphe Wurtz (1817 – 1884)